# چسواف لانگ
چسواف لانگ (لهستانی: Czesław Lang؛ زادهٔ ۱۷ مهٔ ۱۹۵۵) دوچرخه‌سوار اهل لهستان بود.
از باشگاه‌هایی که در آن بازی کرده‌است می‌توان به تیم دوچرخه‌سواری کاررا اشاره کرد.
وی در مسابقات کشوری و بین‌المللی در مجموع برندهٔ ۱ مدال نقره شده‌است.